# Friedrichshafen FF.1
Friedrichshafen FF.1 — германский экспериментальный поплавковый гидросамолёт, построенный в 1912 году. Это был первый самолёт, спроектированный и построенный новосозданной компанией Flugzeugbau Friedrichshafen. В 1913 году установил рекорд Германии по продолжительности полёта. Был уничтожен в результате крушения в начале 1914 года.

## Описание
Компания Flugzeugbau Friedrichshafen была основана после того, как германский авиатор Теодор Кобер приобрёл в 1912 году поплавковый самолёт Curtiss A-2 для проверки гидроаэродинамических характеристик его центрального поплавка. Недовольный его характеристиками в условиях бурной воды, он сконструировал FF.1 с поплавком собственной конструкции, который, по его мнению, должен был обладать лучшими эксплуатационными характеристиками. Первый полёт самолёта состоялся 2 ноября, хотя буксировочные испытания различных поплавков продолжались до января 1913 года.
Friedrichshafen FF.1 представлял собой двухместный биплан, оборудованный четырёхцилиндровым двигателем Argus As I мощностью 100 л. с. (74 кВт), который был установлен в задней части фюзеляжа. Радиаторы двигателя были установлены по бокам фюзеляжа. Размах верхнего и нижнего крыльев первоначально составлял 14 м и 10 м соответственно, но позже они были увеличены до 16,8 м  и 14 м соответственно. Элероны были установлены между крыльями. К самолёту можно было прикрепить пару колес, чтобы он мог маневрировать на земле.

## Эксплуатация
Во время одного полёта в плохую погоду у FF.1 отказал двигатель, и он был вынужден совершить посадку на Боденском озере. Несмотря на высокие волны и сильный снегопад, самолёт дрейфовал в течение двух с половиной часов, прежде чем его удалось эвакуировать. Ремонт не потребовался. Пилотируемый лётчиком-испытателем компании Робертом Гселлом 14 февраля 1913 года, FF.1 установил национальный рекорд Германии по продолжительности полета — 2 часа 32 минуты и 30 секунд. Friedrichshafen FF.1 был уничтожен в результате крушения в феврале 1914 года.

## Технические характеристики
Источник данных: A Centennial Perspective on Great War Airplanes; Flugzeugbau Friedrichshafen GmbH: Diplom-Ingenieur Theodor Kober

Технические характеристики
- Экипаж: 2
- Длина: 11,15 м
- Размах крыла: 14 м (верхнее), 10 м (нижнее)
- Высота: 3,35 м
- Площадь крыла: 48 м²
- Масса пустого: 972 кг
- Максимальная взлётная масса: 1672 кг
- Силовая установка: 1 × четырёхцилиндровый двигатель жидкостного охлаждения Argus As I[англ.]
- Мощность двигателей: 1 × 100 л. с. (75 кВт)

Лётные характеристики
- Максимальная скорость: 85 км/ч
- Скороподъёмность: 560 метров за 8 минут